# Jorge Cruz
Jorge Antonio Cruz Cortez (ur. 24 stycznia 2000) – salwadorski piłkarz występujący na pozycji środkowego obrońcy, reprezentant Salwadoru, od 2021 roku zawodnik Once Deportivo.